# Clubiona fusoidea
Clubiona fusoidea är en spindelart som beskrevs av Zhang 1992. Clubiona fusoidea ingår i släktet Clubiona och familjen säckspindlar. Inga underarter finns listade i Catalogue of Life.